# Dahuting
Dahuting, grobnice dinastije Han so grobnice Džang Boja in njegove žene iz vzhodne dinastije Han (1. stoletje n. št.) v sodobnem Šinmiju v provinci Henan. Znane so po dobro ohranjenih freskah in kamnitih rezbarijah.

## Odkritje in zgodovina
Decembra 1959 so gradbeni delavci, ki so kopali zahodno od vasi Dahuting v okrožju Mi (danes Šinmi) v provinci Henan, naleteli na južne meje dveh podzemnih grobnic, zgrajenih iz kamna in opeke. Inštitut za kulturne relikvije province Henan je od februarja do decembra 1961 izkopaval obe grobnici, označeni z M1 in M2. Nadaljnja izkopavanja na tem območju, ki so se začela jeseni 1977, so razkrila devet satelitskih grobov, ki so obkrožali M1 in M2. Poročilo o grobnicah M1 in M2 je leta 1993 objavila založba Cultural Relics Publishing v Pekingu. Poročilo vsebuje grafike, risbe ter črno-bele in barvne fotografije, ki so usklajene z arhitekturnimi načrti v merilu. S to kombinacijo medijev je jasno prikazana in kontekstualizirana ujemanje med dekorativnimi programi grobnic in njihovo grajeno strukturo.
Arheologi so v iskanju identitete prebivalcev grobnic pregledali Komentar k Vodnemu klasiku (kitajsko: 水经注), ki vključuje opis dveh grobnic na južnem bregu reke Sui. Besedilo opisuje dve grobnici, obdani z obzidjem, s svetiščem, dvema kamnitima stolpoma ter živalskimi in človeškimi kamnitimi figurami varuhov. Prebivalce M1 identificira kot Džang Boja, guvernerja komanderije Hongnong in njegovo ženo.
Dahuting M1 je bilo darilo prestola, podarjeno Džangu v priznanje za zasluge cesarju med bojem za oblast, ki je privedel do ustanovitve dinastije Vzhodni Han. Liu Šju je postal prvi cesar dinastije Vzhodni Han, potem ko je premagal regenta Vang Manga. Med kritično bitko so Liu Šjuja zasledovale Vang Mangove čete in je poiskal zavetje v Džangovi hiši. Džang se je preoblekel v Liu Šjujeva oblačila in se odpravil v bitko z Vang Mangom. Liu Šju je pobegnil, Džang pa je na bojišču dočakal smrt. Ko se je Liu povzpel na prestol kot cesar Guangvu (vladal 25–57 n. št.), je ukazal, da Džanga pokopljejo blizu njegovega rodovnega doma v grobnici, zgrajeni na cesarske stroške. Na ta način je cesar dosegel povračilo milosti ali baoena, s čimer je Džangu za njegovo dejanje v življenju povrnil posmrtno nagrado, ki je vplivala na njegovo posmrtno življenje.

## Grobnici
Grobnici M1 (na zahodu) in M2 (na vzhodu) vsebujeta ujemajoče se podzemne grobne strukture Džang Boja in njegove žene, z gomilama, ki se dvigata 10 oziroma 7,5 metra nad tlemi. Grobnici imata enake osnovne gradbene tehnike, strukturo in obliko. Obe sta zgrajeni iz pravokotnih kamnitih plošč ter kvadratnih in V-oblikovanih modrih opek. Obokani stropi in tlakovane poti so iz kamnitih plošč in opek v obliki črke V. Stene in tla so iz pravokotnih kamnitih plošč in opek, spojenih z apneno belo malto. Tri glavne komore struktur so razporejene vzdolž osi jug-sever, povezane s tlakovanimi potmi in ločene z izrezljanimi kamnitimi vrati s pragovi. Grobnica M1 je bistveno večja od grobnice M2.
Dostop do grobnic je mogoč po spuščajočih se nagnjenih prehodih. Zunanja vrata grobnic so zgrajena iz izrezljanih kamnitih plošč in izrezljana z motivom vratnega obroča na sredini. Razlike med obema grobnicama so najbolj očitne v njunem obsegu in dekorativnih programih. Dekorativni program grobnice M1 so izrezljani kamniti reliefi, medtem ko je M2 okrašena s freskami, narejenimi v linijski plasti. V obeh grobnicah podobe dekorativnih programov ustrezajo funkciji prostorov.
Grobnica je bila pred sodobnimi arheološkimi izkopavanji oropana opreme.

## Spomenik Ljudske republike Kitajske
Dahuting, grobnice dinastije Han (Dahuting Han mu) iz obdobja vzhodnega Hana so od leta 1988 navedene na Seznamu spomenikov Ljudske republike Kitajske (3-239).